# Tino Chrupalla

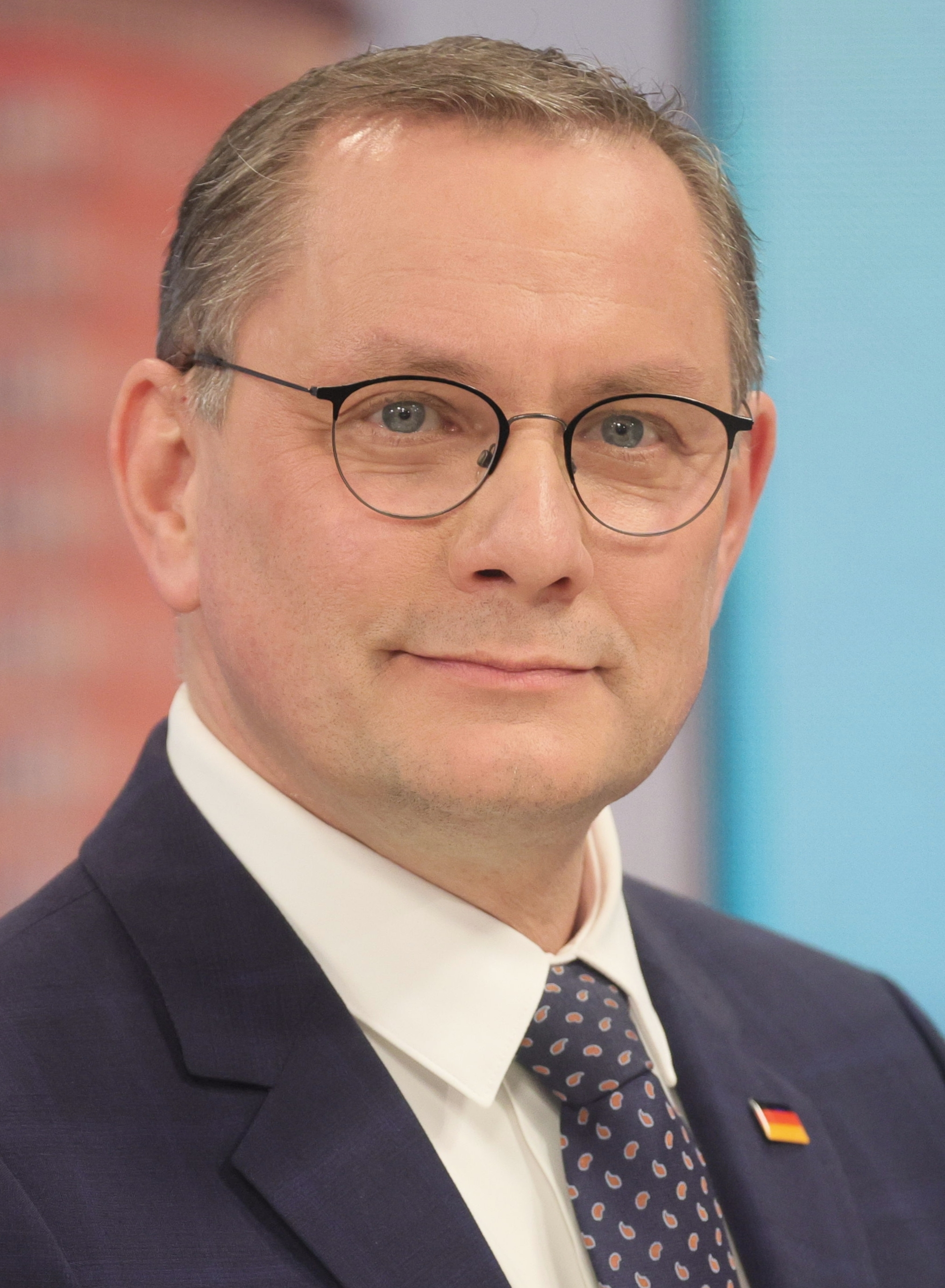
Tino Chrupalla (2025)

Tino Chrupalla [kʁʊˈpala] (* 14. April 1975 in Weißwasser) ist ein rechtsextremer deutscher Politiker (AfD). Er wurde 2017 als Direktkandidat des Wahlkreises Görlitz in den Deutschen Bundestag und im November 2019 neben Jörg Meuthen zu einem der beiden AfD-Bundessprecher (Parteivorsitzenden) gewählt. Gemeinsam mit Alice Weidel ist Chrupalla seit September 2021 Vorsitzender der AfD-Bundestagsfraktion.

## Leben und Beruf
Tino Chrupalla wurde als Sohn eines Mechanikers geboren und wuchs in Krauschwitz (Kreis Weißwasser / Bezirk Cottbus) in der Deutschen Demokratischen Republik auf. Nach der Mittleren Reife im Jahr 1991 absolvierte Chrupalla bis 1994 eine Berufsausbildung zum Maler und Lackierer. Danach leistete er seinen Zivildienst in Weißwasser ab. Von 2000 bis 2003 besuchte er die Meisterschule in Görlitz und Dresden. Im Jahr 2003 legte er dort vor der Handwerkskammer die Meisterprüfung ab und gründete ein eigenes Unternehmen im Maler- und Lackiererhandwerk.
Am 1. März 2020 steckten Unbekannte sein Auto in Brand. Die Tat wurde von Spitzenpolitikern verschiedener Parteien verurteilt.
Chrupalla ist verheiratet und hat drei Kinder.

## Politische Tätigkeit
Chrupalla war von 1990 bis 1992 Mitglied der Jungen Union und nach eigenen Angaben viele Jahre CDU-Wähler. Infolge der Eurokrise, der Flüchtlingsdebatte und der steigenden Bürokratie für Selbstständige trat er 2015 in die zwei Jahre zuvor gegründete AfD ein. Zuvor hatte er bereits an Pegida-Demonstrationen teilgenommen. Im März 2016 übernahm Chrupalla die Leitung der AfD-Regionalgruppe im Altkreis Weißwasser. Im April 2016 wurde er in den Kreisvorstand Görlitz gewählt und zum Mitglied des AfD-Mittelstandsforums Sachsen. Im Februar 2017 übernahm Chrupalla den Vorsitz im Kreisverband Görlitz.

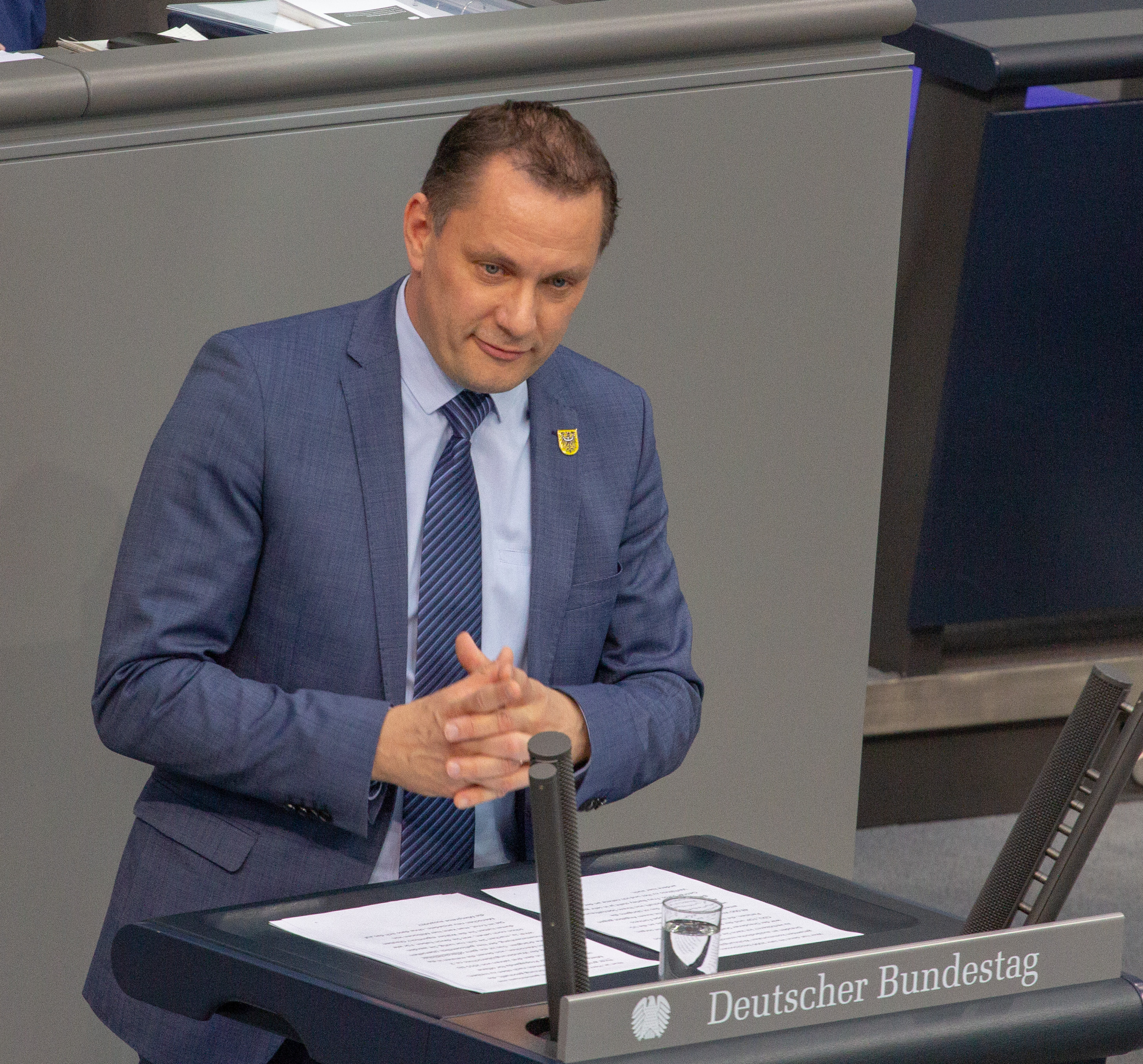
Tino Chrupalla im Deutschen Bundestag (2019)

Im November 2016 wurde er zum Direktkandidaten der AfD im Bundestagswahlkreis Görlitz gewählt. Außerdem wurde er von seiner Partei auf Platz 5 der Landesliste nominiert. Bei der Bundestagswahl 2017 gewann Chrupalla mit 32,4 % das Direktmandat seines Wahlkreises und setzte sich damit gegen den späteren sächsischen CDU-Ministerpräsidenten Michael Kretschmer durch. Die Sächsische Zeitung kürte ihn daraufhin als „Der Eroberer“ neben Kretschmer zu einem von 15 „Menschen des Jahres 2017“.
Im Bundestag ist Chrupalla ordentliches Mitglied im Ausschuss für Wirtschaft und Energie. Zudem gehört er als stellvertretendes Mitglied dem Auswärtigem Ausschuss sowie dem Ausschuss für Bau, Wohnen, Stadtentwicklung und Kommunen an.
Am 5. Oktober 2017 wurde er zu einem von fünf stellvertretenden Vorsitzenden der AfD-Bundestagsfraktion gewählt.
Auf dem Bundesparteitag der AfD 2019 in Braunschweig wurde Chrupalla neben Jörg Meuthen am 30. November zum Parteivorsitzenden gewählt. In einer Abstimmung setzte er sich mit 44,37 % gegen Gottfried Curio (33,1 %) und Dana Guth (22,01 %) durch, in der Stichwahl mit 54,51 % gegen Curio (41,23 %).
Im Sommer 2020 wurde bekannt, dass der sächsische Verfassungsschutz Daten über Chrupalla sammelte.
Im Mai 2021 verkündete Chrupalla, gemeinsam mit Alice Weidel als Spitzenteam für die Bundestagswahl 2021 antreten zu wollen. Auf Vorwürfe der AfD-Bundestagsabgeordneten Joana Cotar, mit der er ursprünglich Gespräche über eine Zusammenarbeit als Spitzenteam geführt hatte, Chrupalla und Weidel repräsentierten den rechtsextremen Flügel der Partei, äußerte Chrupalla, dass er und Weidel sowohl die Ost- als auch die Westverbände der Partei vertreten würden. Auf die Aussage Cotars, er habe ihre Anfragen auf eine Zusammenarbeit ignoriert, äußerte sich Chrupalla mit den Worten: „‚Keine Antwort‘ und ‚nicht sprechen‘ ist ja etwas anderes. Frau Cotar hat relativ zeitig oder vor mir im Prinzip bekannt gegeben, mit wem sie antritt. Und damit war für mich folgerichtig, dass ich mit Frau Weidel dann antrete.“ Ende des gleichen Monats wurde das Team Weidel und Chrupalla schließlich mit 71 % der Stimmen zum Spitzenteam für die Bundestagswahl gewählt und konnte sich damit gegen das Team Cotar und Wundrak, die nur 27 % erreicht hatten, durchsetzen. Bei der Bundestagswahl im September 2021 gewann Chrupalla mit 35,8 % der Erststimmen erneut das Direktmandat für seinen Wahlkreis und zog somit in den 20. Deutschen Bundestag ein. Gemeinsam mit Alice Weidel wurde er am 30. September 2021 zum Fraktionsvorsitzenden der AfD-Fraktion im Bundestag gewählt und löste somit Alexander Gauland ab, der im Rahmen der Neubestimmung des Amtes als Ehrenvorsitzender verblieb.
Im Juni 2022 wurde Tino Chrupalla auf dem 13. Bundesparteitag der AfD mit rund 53 % der Stimmen als Bundesvorsitzender wiedergewählt. Zuvor hatten namhafte AfD-Politiker wie Cotar, Wolf und Hansel öffentlich seine Ablösung gefordert. Auf dem Bundesparteitag in Essen im Juni 2024 wurde er mit 82,7 % der Stimmen für weitere zwei Jahre im Amt bestätigt.

## Positionen und Kontroversen

### Verwendung rechtsextremen Volkabulars
In einem ZDF-Interview nach seiner Wahl zu einem der beiden Bundesvorsitzenden Ende 2019 wurde Chrupalla wegen eines durch ihn getätigten Aufrufs zu gemäßigter Sprache zu eigenen Aussagen befragt. Im Gespräch bestritt Chrupalla, den Begriff „Umvolkung“ verwendet zu haben, obwohl Videoaufzeichnungen davon vorlagen. Chrupalla erwiderte, er halte den Begriff nicht für rechtsextrem und er habe ihn „nicht bewusst gesetzt“. Auch Ausführungen eines Teilnehmers derselben Veranstaltung, der Migration mit einem Genozid, bei dem die Deutschen durch ein „Mischvolk“ ersetzt würden, verglichen und verurteilte Kriegsverbrecher des Zweiten Weltkriegs als „Jungs, die am Galgen in Nürnberg geendet sind“, bezeichnet hatte, gab Chrupalla damals laut Videoaufnahmen „zum Teil recht“, was er im Interview dann bestritt; stattdessen behauptete er, dem Mann widersprochen zu haben. Das Deutsche Institut für Menschenrechte hielt in einem Gutachten fest, dass Chrupalla auch auf Nachfrage auf dem Begriff Umvolkung beharrt habe, der konzeptionell und sprachlich im Nationalsozialismus verankert ist. Laut Gutachten „propagiert [Chrupalla] mit diesen Äußerungen, in denen er seine Vorstellung zum Ausdruck bringt, dass Menschen in ihrer Wertigkeit zu unterscheiden seien, unverhohlen national völkisches Gedankengut“.
Im Oktober 2022 schrieb der Spiegel, Chrupalla rede „wie ein Reichsbürger“, wenn er sage, „dass Deutschland kein ‚souveränes Land‘ sei, solange US-amerikanische Truppen in der Bundesrepublik stationiert seien“, er rede „wie ein Rechtsextremist“, wenn er sage, „dass alle anderen Parteien ‚derselbe Sumpf‘ seien und nur die AfD die Lösung sei“, und „wie ein Verschwörungsideologe“, wenn er sage, dass es gerade einen „von Habeck angezettelten Wirtschaftskrieg“ gebe.

### Umgang mit Rechtsextremisten
Das Bundesamt für Verfassungsschutz nannte Chrupalla namentlich in seinem Gutachten, das die Einstufung der AfD als Prüffall begründet. Grund dafür ist, dass er dem Rechtsextremisten und verurteilten Holocaustleugner Nikolai Nerling im Juni 2018 ein bei YouTube veröffentlichtes Interview gegeben hatte.

### Außenpolitik und Russlandnähe
Außenpolitisch forderte Chrupalla 2017 ein Ende der nach der völkerrechtswidrigen russischen Annexion der Krim 2014 verhängten Russland-Sanktionen, weil die Wirtschaft seines Landkreises darunter leide. Im Juni 2021 reiste Chrupalla gemeinsam mit einigen weiteren AfD-Abgeordneten zum 80. Jahrestag des Angriffs der Wehrmacht auf die Sowjetunion nach Moskau und legte dort einen Kranz nieder. Der Deutschen Presse-Agentur in Moskau sagte Chrupalla zu seinem Besuch: „Es war mir persönlich wichtig, ein Zeichen der Versöhnung zu setzen. […] Leider war ich der einzige Vertreter aus Deutschland, der hier einen Kranz abgelegt hat.“ Bei einem weiteren Besuch in Moskau wenige Wochen später hielt Chrupalla auf Einladung des russischen Verteidigungsministeriums bei einer Konferenz eine Rede, in der er von der „psychologischen Kriegsführung“ der Alliierten nach dem Zweiten Weltkrieg sprach, deren Umerziehung nachhaltige Auswirkungen auf die nationale Identität der Deutschen gehabt habe, und die Politik der Westalliierten nach 1945 mit der NS-Propaganda verglich. Jörg Meuthen bezeichnete sowohl den Anlass als auch den Inhalt der Rede Chrupallas als „unklug“.
Anfang September 2021 sprach Chrupalla sich dafür aus, die Taliban als offizielle afghanische Regierung anzuerkennen, um ausreisepflichtige Zuwanderer wieder nach Afghanistan abschieben zu können. Auch die Deutsche Botschaft Kabul solle wieder eröffnet werden. Diplomatische Beziehungen dürften nicht davon abhängig gemacht werden, ob man die Weltanschauung eines Landes teile.
Drei Tage nach dem Beginn des russischen Überfalls auf die Ukraine im Februar 2022 bedankte sich Chrupalla bei einer Sondersitzung des Bundestags bei Russland für die Wiedervereinigung Deutschlands. Bundeskanzler Scholz beschuldigte er, den Kalten Krieg zu „reaktivieren“.
Im Hinblick auf den Krieg in der Ukraine sagte Chrupalla Ende November 2022 bei Markus Lanz, der russische Präsident Putin sei „kein Kriegsverbrecher“; ihn als solchen zu „titulieren“, helfe niemandem. Zuständige Gerichte müssten die Frage nach Kriegsverbrechen „nach dem Krieg“ beantworten. Zudem äußerte Chrupalla, man habe „amerikanische Präsidenten, die genauso Kriegsverbrecher sind“, und nannte George W. Bush und dessen Irakkrieg. Die Militärexpertin Claudia Major hielt dagegen, dass die Zerstörung ziviler Infrastruktur eindeutig ein Kriegsverbrechen sei; Russland verfolge eine „Entvölkerungsstrategie“, denn wenn „man bei Minusgraden und Schnee, ohne Heizung, ohne Wasser und ohne Strom in einer Millionenstadt wie Kiew“ sitze, überlebe „man nicht lange“.
Chrupalla sprach sich außerdem gegen Waffenlieferungen an die Ukraine aus, denn diese würden den Konflikt nicht „befrieden oder beenden, sondern verlängern“ und mit an die Ukraine gelieferten Waffensystemen werde „auch auf russisches Gebiet geschossen“. Daher müsse es „so schnell wie möglich um einen Waffenstillstand und Friedensgespräche gehen“. Major entgegnete hierauf, dass die ukrainischen Gegenangriffe nicht mit Russlands Kriegsverbrechen vergleichbar seien, da sie nicht „russische Städte plattmachen und russische Infrastruktur zerstören“ würden. Chrupallas Forderung nach Verhandlungen sei außerdem eine „Binse“, denn der Krieg ende „irgendwann mit Verhandlungen, aber auf der Basis der militärischen Ergebnisse“.
Chrupalla deutete in der Sendung an, dass die Zerstörung der Nord-Stream-Pipelines auf für ihn verdächtige Weise den USA nütze, diese hätten ein Interesse, teures Gas an Deutschland zu verkaufen. Hunter Biden komme eine „Schlüsselrolle“ im Konflikt zu, er könne jedoch nur vermuten welche und darum erläutere er dies auch nicht weiter. Deutschland habe im Westen nicht nur Freunde, die Bundesregierung sei an einer Aufklärung des Geschehens aber nicht interessiert. Zuvor hatte Chrupalla die aggressive Kriegführung Russlands in der Ukraine damit erklärt, dass «jede Reaktion eine Gegenreaktion» zur Folge habe, Putin reagiere auf ukrainische Schläge wie die Zerstörung der Krim-Brücke.
Nach der Bekanntgabe der Bundesregierung Ende Januar 2023, Leopard-2-Kampfpanzer an die Ukraine zu liefern, sagte Chrupalla, damit laufe man „sehenden Auges direkt ins offene Feuer, ich muss es so offen sagen, direkt in den dritten Weltkrieg“.
Im Februar 2023 gab Chrupalla bekannt, die von Sahra Wagenknecht und Alice Schwarzer initiierte Petition „Manifest für Frieden“, die sich gegen Waffenlieferungen an die Ukraine und für Friedensverhandlungen ausspricht, unterzeichnet zu haben, denn, so Chrupalla, im „Einsatz für den Frieden sollten Parteigrenzen keine Barrieren sein“.
Im März behauptete er im Bundestag, dass Russland und die Ukraine gemeinsam den Krieg verlören, es „gibt wieder nur einen Gewinner, und dieser Gewinner, der heißt USA.“
Am 9. Mai 2023 nahm er gemeinsam mit Altkanzler Gerhard Schröder, Klaus Ernst, Egon Krenz und Alexander Gauland anlässlich des Tags des Sieges an einem Empfang in der russischen Botschaft teil, dabei trug er eine Krawatte in den Farben der russischen Trikolore. Gegenüber Kritik aus der AfD in einem mit hochrangigen AfD-Politikern besetzten Chat wandte er ein, dass er sich, anders als berichtet, beim russischen Botschafter nicht für die Befreiung vom Nationalsozialismus bedankt habe (der Tag der Niederlage gilt vielen in der Partei als „Tag der Schande“). Gegenüber der Sezession verdeutlichte er seinen Standpunkt dahingehend, dass die russische Siegesauffassung gegenüber Deutschland ihm unproblematisch erscheine: „Es ging nicht so sehr darum, den Patriotismus der Deutschen aufzulösen oder uns eine untilgbare Schuld aufzubürden.“ Die Russen seien 1994 abgezogen, und gute „Wirtschaftsbeziehungen auf Augenhöhe“ seien aufgebaut worden. Aber die „Amerikaner sind geblieben und halten unser Land in wirtschaftlicher Abhängigkeit – zum Schaden der Bürger.“
Nach dem Terrorangriff der Hamas auf Israel meldete sich Chrupalla erst vier Tage später, am 11. Oktober 2023, mit einem Tweet, in dem er den Angriff verurteilte und schrieb, er trauere „um alle Kriegstoten“. Damit setzte er gemäß dem Correctiv-Journalisten Marcus Bensmann einerseits die über 1000 von der Hamas Ermordeten mit den getöteten Terroristen gleich, zum anderen verwendete er den Begriff „Kriegstote“ ungeachtet dessen, dass es sich um einen mörderischen Terrorangriff gehandelt hatte. Zu den von der Hamas genommenen Geiseln, darunter mehrere Deutsche, äußerte sich Chrupalla in seinem Tweet zudem nicht.
Anlässlich einer Rede des ukrainischen Präsidenten Wolodymyr Selenskyj im Bundestag erklärten Chrupalla und Weidel, man lehne es ab, „einen Redner im Tarnanzug anzuhören“. Selenskyjs Amtszeit sei „abgelaufen“ und er sei „nur noch als Kriegs- und Bettelpräsident im Amt“. Daher habe der Fraktionsvorstand beschlossen, der Rede fernzubleiben. Vier AfD-Abgeordnete saßen dennoch im Plenum.
Ende Oktober 2024 kritisierte Chrupalla in einer Bundestagsrede „exklusive Solidaritätsbekundungen“ und „einseitige Parteinahmen“ mit bzw. für Israel; es dürfe keine deutschen Waffenlieferungen nach Israel und keine „pauschale Islamfeindlichkeit“ mehr geben. Man akzeptiere, so Chrupalla, mit Waffenlieferungen „die Entmenschlichung aller zivilen Toten auf beiden Seiten“, daher sei es „an der Zeit, sich kritisch und objektiv auch mit der israelischen Regierung auseinanderzusetzen“. Einige Mitglieder der AfD-Fraktion kritisierten Chrupalla für diese Rede, andere stellten sich hinter seine Äußerungen und unterstützten ihn ausdrücklich.
In einem Interview mit der Welt im Dezember 2024 stellte Chrupalla die NATO-Mitgliedschaft Deutschlands infrage. Eine Verteidigungsgemeinschaft dürfe nicht nur die „Interessen Amerikas“ verfolgen, sondern müsse die „aller europäischen Länder akzeptieren und respektieren – also auch die Interessen von Russland“. Deutschland müsse sich gegebenenfalls überlegen, „inwieweit dieses Bündnis für uns noch nutzbringend ist“. Zudem forderte Chrupalla die Bundesregierung auf, den Sieg Russlands im Ukraine-Krieg anzuerkennen. Russland habe „diesen Krieg gewonnen“ und die „Realität“ habe „diejenigen eingeholt, die angeben, die Ukraine befähigen zu wollen, den Krieg zu gewinnen“. Die Bundesregierung, so Chrupalla, müsse „endlich zu dem Punkt kommen, den Krieg beenden zu wollen“.
Im Januar 2025 folgte Chrupalla einer Einladung der Republikanischen Partei zur Amtseinführung von Donald Trump in Washington, D.C. Aufgrund eines Kälteeinbruchs war die Veranstaltung jedoch kurzfristig vom Außengelände des Kapitols ins Innere des Gebäudes verlegt worden. Zahlreiche Gäste, so auch Chrupalla, mussten daher die Zeremonie auf dem Videowürfel in einer Mehrzweckhalle verfolgen.

### Geschichtsbild
Im Vorfeld des 75. Jahrestags der Luftangriffe auf Dresden bezweifelte Chrupalla im Februar 2020 die von 2004 bis 2010 von einer Historikerkommission unter Leitung von Rolf-Dieter Müller ermittelte Größenordnung von rund 25.000 Todesopfern. Mit Verweis auf Berichte von Verwandten, die als Augenzeugen 1945 in Dresden gewesen seien, gehe er von rund 100.000 Todesopfern aus, so Chrupalla gegenüber dem Spiegel. Rolf-Dieter Müller und der Historiker Sven Felix Kellerhoff kritisierten diese Äußerungen, die den wissenschaftlich fundierten Ergebnissen der Kommission widersprächen. Chrupalla orientiere sich damit an Zahlen, die der Propaganda von Joseph Goebbels entstammen und lediglich noch von Geschichtsfälschern wie David Irving, der NPD und anderen Rechtsextremisten postuliert würden. Er versuche damit, den Opfermythos wiederzubeleben und die Luftangriffe politisch zu instrumentalisieren, so die Kritik weiterer Historiker. Der FDP-Politiker Gerhart Baum, der die Luftangriffe auf Dresden als 12-Jähriger erlebt hatte, widersprach Chrupalla vehement und warf ihm und der AfD den Missbrauch des Leids der Opfer zu politischen Zwecken vor.
2021 verglich Chrupalla in Moskau, wo er als Gast des russischen Verteidigungsministeriums weilte, in einer Rede die Propaganda, mit der die Nationalsozialisten nach dem Überfall auf die Sowjetunion deren Bevölkerung „zu demoralisieren“ versuchten, mit der Entnazifizierung durch die Alliierten im Nachkriegsdeutschland. Er sagte, dass „die ‚Reeducation‘ […] nachhaltige Auswirkungen auf unsere nationale Identität und Kultur“ gehabt habe.
Chrupalla fordert, dass im schulischen Unterricht „deutsches Kulturgut“, darunter deutsche Gedichte und Volkslieder, eine größere Rolle spielen sollten. Auf die Frage eines ZDF-Kinderreporters, was denn sein deutsches Lieblingsgedicht sei, antwortete er: „Da müsste ich jetzt mal überlegen. Fällt mir jetzt gar keines ein“. Auf die Nachfrage des Kinderreporters, ob er dann vielleicht einen Lieblingsdichter benennen kann, gab er schließlich Heinrich Heine an. Der entsprechende Ausschnitt aus dem Interview fand in den sozialen Medien weite Verbreitung. Das RND wertete Chrupallas Verhalten als „peinliches Schweigen“ und meinte, dass er hierbei bloßgestellt worden sei.
Als Chrupalla im Februar 2023 mit dem russischen Botschafter Sergei Netschajew anlässlich des Jahrestages der Kapitulation der 6. Armee der Wehrmacht in der Schlacht um Stalingrad einen Kranz vor einem Mahnmal niederlegte und die russische Botschaft in einer Pressemeldung dazu schrieb, dass Chrupalla anlässlich der „Zerschlagung der deutsch-faschistischen Truppen“ gemeinsam mit dem Botschafter „der Soldaten der Roten Armee […] die im Kampf gegen den deutschen Nazismus gefallen sind“, gedacht habe, erklärte Chrupalla, dass er die Erklärung der russischen Botschaft aus der „Perspektive“ der AfD „unglücklich“ finde.

### Zeitungen und Propaganda
Nach Angaben der Lausitzer Rundschau kündigte Chrupalla 2017 an, sich dafür einzusetzen, „die Zeitungsredaktionen in die Schranken“ zu weisen, wofür er auch Änderungen von Gesetzen und am Grundgesetz nicht ausschließe. Gegenüber der taz erklärte Chrupalla, diese Aussage sei so nicht gefallen, die Redakteurin der Lausitzer Rundschau habe sie erfunden. Allerdings forderte Chrupalla im Januar 2019 Parteikollegen auf, „schwarze Listen“ über Journalisten zu führen und „Hintergrundinformationen über als Journalisten getarnte Zersetzungsagenten“ zusammenzutragen.
In einer Bundestagsdebatte zum Thema 30 Jahre Mauerfall am 8. November 2019 warf er Bundeskanzlerin Angela Merkel vor, sie habe anhand „Herrschafts- und Zersetzungsstrategien […] damals bei der FDJ gelernt, wie man ein Volk mit Propaganda und Agitation in Schach hält“, was Abgeordnete der anderen Fraktionen mit „Pfui“-Rufen quittierten.

### Einwanderung und Kriminalität
Chrupalla beklagte im Wahlkampf 2017, dass die Einbruchskriminalität in seiner grenznahen Region zum Alltag geworden sei. So forderte er die Wiedereinführung von Kontrollen zur „Eindämmung der Grenzkriminalität“. Flüchtlingen warf er im Wahlkampf vor, „uns auszunehmen wie eine Weihnachtsgans“. Willkommenskultur forderte er stattdessen für einheimische Kinder. In der Rentendebatte unterstützt er die Forderungen einer Stärkung des bisherigen beitragsfinanzierten Umlagesystems. So solle „allen Menschen, die ihr Leben lang gearbeitet haben, eine auskömmliche Rente“ ermöglicht werden.
Mit Bezug auf die Tötung des Afroamerikaners George Floyd und die darauffolgenden Proteste der Black-Lives-Matter-Bewegung schrieb Chrupalla auf Twitter, all das zeige erneut, „in welcher Sackgasse multikulturelle Einwanderungsländer enden“, und forderte: „Solche Zustände müssen uns erspart bleiben.“ Laut dem Journalisten Michael Kraske hat Chrupalla damit „die Ereignisse in klassischer Täter-Opfer-Umkehrung um[gedeutet]“. Gemäß Chrupallas „zynische[r] Schlussfolgerung“ blieben Tote und Gewalt „Gesellschaften erspart, wenn sie nur auf Multikulturalismus und Einwanderung verzichteten“. CDU-Generalsekretär Alexander Dierks wies Chrupalla darauf hin, dass Afroamerikaner Nachkommen afrikanischer Sklaven und keine Zuwanderer sind.
Als durch eine investigative Dokumentation des Fernsehsenders ProSieben bekannt wurde, dass der ehemalige Pressesprecher der AfD-Bundestagsfraktion Christian Lüth in einem mitgeschnittenen Gespräch über das „Vergasen“ und „Erschießen“ von Migranten gesprochen hatte, zeigte sich Chrupalla auf Twitter empört über dessen Äußerungen: „Es macht mich und die gesamte Partei fassungslos, dass solche Worte gefallen sein sollen.“ Allerdings sollen nach Informationen der Zeit sowohl Chrupalla als auch Alexander Gauland und weitere AfD-Funktionäre von dem Treffen und von einigen der Aussagen bereits seit Ende April 2020 gewusst haben. Die Zeit stellte dazu fest, dass die Aufrichtigkeit der Distanzierung von Seiten der AfD nach Bekanntwerden der Äußerungen von Lüth mehr als fragwürdig sei.

### Coronavirus-Pandemie
Im Sommerinterview des ZDF im August 2020 wollte sich Chrupalla nicht eindeutig von dem mittlerweile ausgeschlossenen ehemaligen Brandenburger AfD-Fraktionsvorsitzenden Andreas Kalbitz distanzieren. Chrupalla sagte: „Für die Zeit, für die ich Andreas Kalbitz in dieser Partei kenne, und das ist jetzt sechs Jahre, kann ich bei ihm keinen Extremismus erkennen“. Er habe sich jedoch gewünscht, dass Kalbitz sich von seiner Vergangenheit deutlicher distanziere. Weiter sprach sich Chrupalla im Zusammenhang mit der COVID-19-Pandemie gegen die Maskenpflicht aus und befürwortete eine Freiwilligkeit, da es über die Wirksamkeit der Masken, wie er sagte, unterschiedliche Auffassungen gebe. Den Lockdown im Frühling 2020 bezeichnete er als „unverhältnismäßig“.
Im ARD-Sommerinterview im August 2021 zeigte sich Chrupalla skeptisch, was die Wirksamkeit von Corona-Impfungen anbelangt, da man, so Chrupalla, immer öfter von „Impfdurchbrechern“ – Menschen, die trotz Impfung an COVID-19 erkrankten – höre und nicht geklärt sei, wie lange die Immunität halte oder wie viele Impfungen nötig seien. Mit Blick auf die umstrittenen Kandidaten der sächsischen Landesliste für die Bundestagswahl 2021 – wie Siegbert Droese, der auf dieser Liste hinter Chrupalla rangierte und mit eindeutiger Geste vor dem ehemaligen Führerhauptquartier Wolfsschanze posiert hatte – sagte Chrupalla, alle Personen hätten „ein lupenreines polizeiliches Führungszeugnis“. Im gleichen Kontext bezeichnete Chrupalla in einem anderen Interview auch eine antisemitische Aussage des AfD-Kandidaten Andreas Harlaß, welcher laut einem Gerichtsurteil als Neonazi und Faschist bezeichnet werden darf, als „inakzeptablen Einzelfall“.
Im Dezember 2021 sprach sich Chrupalla im ZDF-Morgenmagazin gegen eine COVID-Impfpflicht aus, für Ältere und Vorerkrankte sei allerdings eine Impfung sinnvoll. Obwohl der Moderator Andreas Wunn darauf hinwies, dass sämtliche Intensivmediziner bestätigten, dass 80 bis 90 Prozent der Covid-Patienten auf Intensivstationen ungeimpft seien, sagte Chrupalla, dass diese Zahlen nicht bestätigt seien; es gebe keine validen Zahlen hierüber. Er zweifelte die Wirksamkeit der Impfung an, wenn „man sich alle drei, vier Monate boostern lassen“ müsse, und stellte die Frage, was „hier eigentlich ausprobiert“ werde an den Patienten. Zudem sagte er, man habe „versprochen, dass der Impfschutz jahrelang halten würde“; einen Beleg für seine Behauptung lieferte Chrupalla jedoch nicht. Die aktuelle Notlage und Überlastung der Intensivstationen verglich er mit der Grippewelle 2016/2017 und nannte als Problem den Personalabbau, worauf Wunn darauf hinwies, dass die Überforderung des Intensivpersonals durch die vielen Covid-Patienten den Personalschwund noch verstärke.